# 能源审计
能源审计（英語：Energy Audit）是对建筑物检查、评估，并指出节能机会的程序，于20世纪70年代在美国兴起，是实施节能减排的一个重要环节。
能源审计通常是根据国家有关节能法规和标准，通过对用能单位能源利用状况进行定性、定量分析，对用能单位能源的利用效率、消耗水平、能源经济与环境效果进行审计、监测、诊断和评估，排查能源浪费原因，分析节能机会，进而提出建议，使用能单位达到节能降耗、降低成本、提高效益的专业性审计活动。

## 概念

### 主要目标
能源审计的目标主要包括：
- 研究待审计建筑物中的能耗系统，并将总能耗分配到暖通空调、照明以及其他公用设备等各个子系统；
- 计算该建筑的能耗指标，例如EUI，通过将此指标与类似综合建筑的参照能耗指标作对比评估；
- 针对此建筑，提出节能机会和相应的改造建议。

### 级别和类型
能源审计的类型和定义会因其评定水准的差异而有所不同，取决于审计的范围，计算的复杂性，以及经济评估的水平。通常，每个审计基本都包含以下内容：
1. 历史数据采集与评审；
2. 设备的现场考察与系统测量；
3. 实际操作的监视与评审；
4. 节能分析、总结与建议。[2]

根据美國暖房冷凍空調工程師學會（ASHRAE），能源审计的级别可分为：
1. 基准评价（Benchmarking）：采集设备使用、成本和性能表现的数据，与其它近似建筑进行比较，对待审计的建筑进行整体的能耗分析。
2. 初步审计（Walk-through audit）：对建筑能源使用效率进行评估，指出简单的或低成本的改进，以及一系列的节能措施。该项检查基于可视化验证，对安装设备和运行数据的研究，以及基准评价阶段记录能耗的分析。该级别的审计一般相对地较短，结果也是一般，能提供普通的节能机会。经济上的分析一般也局限于简单的归本期计算。但对于一般的能源审计，该级别已经足够。
3. 详细审计（Detailed/General energy audit）：详细能源审计需要更加详细的数据和资料。通常要进行测量和数据整理，专业的计算机模拟工具，并且对不同的能源系统（泵、风机、空气压缩机、蒸汽机、工艺加热等）进行详细评估，以精确的描述节能改造工程。因此这类审计所需的时间比初步审计长。这个级别的审计的结果更加全面、有价值。对所建议的节能措施进行的经济分析一般超出简单的归本期，通常会包括内部报酬率（IRR），净现值（NPV）和生命周期成本（LCC）的计算。
4. 投资级别审计（Investment-Grade audit）：在详细审计的基础上，集中于潜在节能机会的分析，需要严格的工程研究来细化技术和经济问题，以确保投资节能改造的有效性。

## 具体流程
在确定能源审计的水平和类型后，在现场调查前，应采集分析尽可能多的耗能建筑的信息，包括建筑物的结构、机械设备的能源使用以及运行性能情况。根据完整的能源使用和系统的分析，能够初步指出节能潜力，为现场调查节省时间，提高效率。根据工程经验，能源审计的流程可分为三部分：调查前准备工作、现场调查及调查后续工作。其中，每部分都涉及一些子步骤。以下的具体操作步骤，对于资源有限的单位，经验丰富的审计者可以采取一些修改、简化程序。

### 调查前准备工作
调查前期工作有助于了解建筑物的基本信息，为有效的进行现场调查提供保证，减少失误。基本任务包含：

1. 收集、审查设备过去两年的能源消耗数据，并制成图表。能源消耗数据的可靠性和准确性至关重要，直接决定了后续计算的质量，从而影响到能源审计的结果。这些数据来源包含水电需求和账单，以及设备运行记录。此外，能源使用和消费饼图可以用来提供有力的文书。
2. 对数据进行初步分析，主要分析内容为：
  1. 检查设备数据与运行情况的一致性，确保数据的准确；
  2. 检查账单的季节性变化和异常尖峰。绘制能源消耗和成本数据的图形，以明确每幢楼的能耗情况。通过决定季节性变化负载和基本负载，能耗在供热、制冷、照明等系统中的分配情况，找出最大节能潜力的区域。
3. 获取建筑的机械、结构和电气系统的初始图纸与技术参数，以及任何的改造工作工程。如果建筑所有者没有这些文件，可以尝试联系相关建筑部门或最初建筑商。如果对建筑物执行过能源审计或相关研究，获取复印件并进行审查。
4. 绘制简化的建筑平面图，打印或制作复印件，以在现场调查时作记录。用单独的复印件记录HVAC设备和控制、采暖区域、照明水平和其他能源相关系统的位置。
5. 计算建筑总面积（建筑外侧尺寸乘以楼层数）。没有空调设备的，未被使用的大面积区域可以不计。
6. 用审计数据记录表来收集、整理和记录所有相关建筑和设备的数据。审计工作手册应包含检查清单、日程安排，以及其他一些形式的表格，包括自己专门设计的表。通过建筑规划和技术参数，尽可能地填写这些表。
7. 剖析建筑物属性，包括使用年限、结构、机械和电气系统的现有状况等。着重关注大功率能源消耗设备和系统。
8. 计算能源利用指数（EUI）或其他评定指标，通过图表与相近建筑类型进行比较。相对低的EUI表示节能的可能性较小。
9. 根据获取的信息和资源，以及客户的合作情况，决定能源审计能否继续进行。

在完成调查前期工作前，记录可能存在的问题，通常包括照明类型和控制系统，HVAC区域的控制，预热系统运行，也包括需要定期维修的设备。在现场调查前，还应与建筑管理公司或客户进行详尽地商讨，谈判。同时应确保现场调查时，所有需要检查的设备都在运行，并且建筑管理商能陪同调查。

### 现场调查
现场调查包含检查实际系统，对调查前的具体的问题给出回答。每幢楼通常需要至少一天的时间调查，调查时间取决于前期准备工作，建筑系统的复杂性和需要测试的设备。以下是执行有效能源审计的一些步骤：
1. 携带检查用的必需工具。
2. 在现场调查前，与建筑商负责人剖析能源消耗情况，以及讨论一些隐蔽区域的设备使用安排，运行和维修程序，和将来引入大功率能源消耗设备的计划。
3. 证实前期绘制的楼层平面图与实际建筑的一致性，记录差异部分。用复制图记录设备的位置，如锅炉、冷水机、DHW加热器、厨房电器、排气扇等，还包括记录照明类型、照明水平、开关装置和室内温度。
4. 填写审计数据记录表，通过记录表整理调查过的点，填补调查前未填写的部分。
5. 审查节能建议的应用，记录任何可能影响实施的问题。同时，考虑增加额外的节能措施。
6. 在现场调查时，进行拍照记录。包括一些机械设备、照明系统、室内工作区、公共区域、大厅，以及建筑的外部，包括楼顶。在解释节能机会，撰写建议的时候，辅以现场的照片。

### 调查后续工作
能源审计师需要评估现场调查收集的信息，调查节能机会的可能行，组织审计内容，提供建议，撰写综合报告。后续工作步骤包括：
1. 在审计后，立即进行审阅，对记录进行阐述。完成在能源审计中，未来得及完成的信息。对楼层平面图的记录进行永久保存。
2. 排除节能机会低的措施，并记录说明排除的原因。执行节能机会措施的初步调查，记录需要工程师或专家进一步评估的情况。
3. 处理照片至大小8-1/2 × 11英寸的页面，对照片进行编号，在图片下方说明照片的楼层和拍摄位置。
4. 整理所有的图表、建筑描述、审计数据表、记录和照片，归纳至活页夹。能源审计是一个持续的过程，用专门的活页夹收录有助于将来工作的进行。
5. 总结节能机会，提供改造建议，撰写能源审计报告。

能源审计报告通常包含以下内容：摘要、建筑信息、设备概要、节能措施、使用和维护办法、附  件。